# کالولیمنوس
کالولیمنوس یک جزیره کوچک است که بین کالیمنوس و ایمیا قرار دارد. این جزیره متعلق به واحد منطقه‌ای دودکانس در یونان است. در اکتبر ۲۰۱۵، سواحل این جزیره شاهد غرق شدن تعدادی از مهاجران بود.